# Helene Pons
Pour les articles homonymes, voir Pons.
Répertoire
À Broadway :
- La Cerisaie (1928)
- Our Town (1938)
- Hedda Gabler (1948)
- Anastasia (1954-1955)
- My Fair Lady (1956-1962)
...

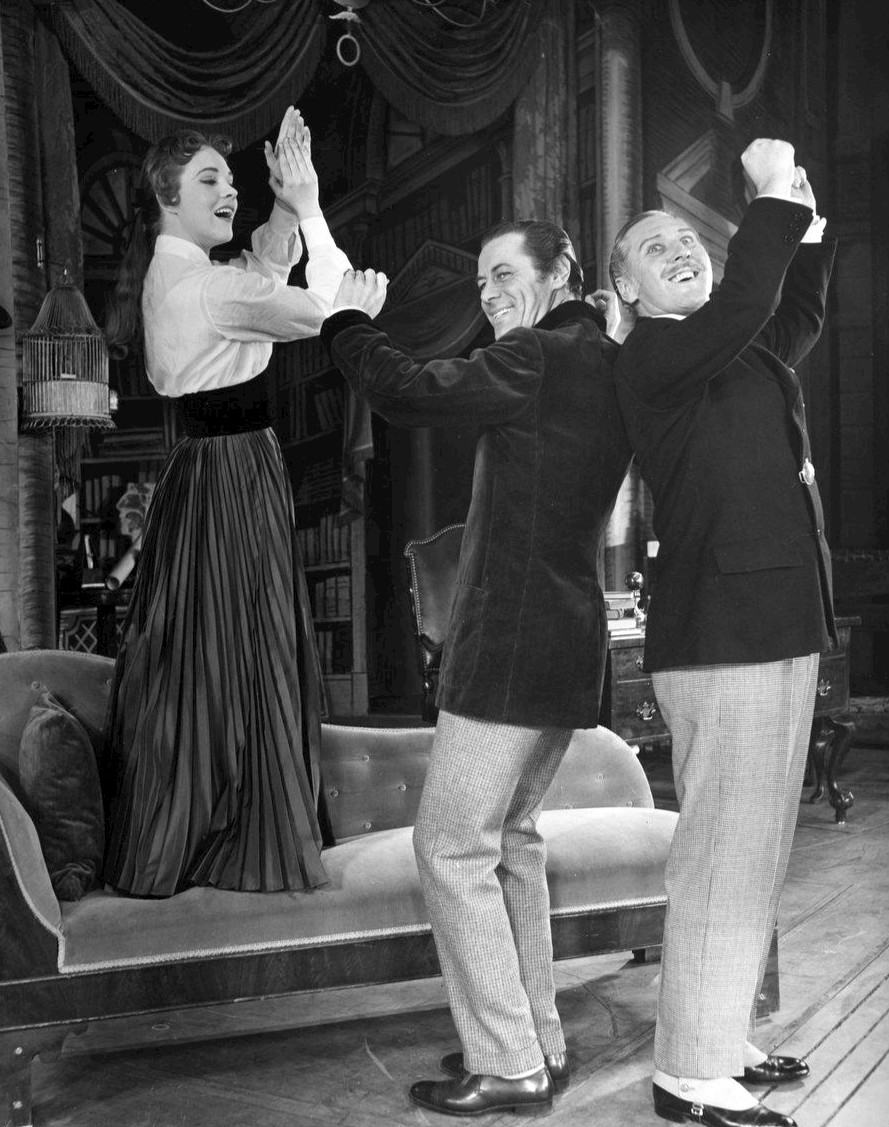
Julie Andrews, Rex Harrison et Robert Coote
(de g. à d.) en 1957, dans My Fair Lady

Helene Christoforovna Wermicheva, née le 30 avril 1898 à Tiflis (Géorgie) et morte le 19 avril 1990 à Rome (Italie), est une costumière américaine d'origine géorgienne, connue comme Helene Pons (du nom de son mari).

## Biographie
La révolution russe de 1917 conduit Helene à suivre en 1920-1921 des études artistiques à Paris, où elle rencontre George Pons qu'elle épouse à Londres en 1921. Puis le couple se rend pour la première fois à New York en 1922, avant de s'y établir en 1923 après un bref retour en Europe. En 1928, Helene et George Pons fondent à New York un atelier de costumes nommé Helene Pons Studio.
Cette même année 1928, Helene Pons entame une fructueuse collaboration avec les théâtres de Broadway, concevant alors les costumes masculins pour la pièce La Cerisaie d'Anton Tchekhov (avec Eva Le Gallienne et J. Edward Bromberg).
Là, suivent de nombreuses autres pièces jusqu'en 1963 (deux ans avant de se retirer, en 1965), dont Our Town de Thornton Wilder (1938, avec Frank Craven et Martha Scott), Hedda Gabler d'Henrik Ibsen (1948, avec Eva Le Gallienne dans le rôle-titre) et Anastasia de Marcelle Maurette (1954-1955, avec Viveca Lindfors puis Dolly Haas dans le rôle-titre).
Mentionnons également la comédie musicale My Fair Lady sur une musique de Frederick Loewe (représentée à Broadway de 1956 à 1962, avec Julie Andrews et Rex Harrison à la création), pour laquelle Helene Pons travaille avec son collègue Cecil Beaton.
En 1956, elle obtient trois nominations au Tony Award des meilleurs costumes (sans en gagner), entre autres pour la pièce d'Arthur Miller Vu du pont (1955-1956, avec J. Carrol Naish et Van Heflin).
En 1963, elle publie une brève autobiographie (qu'elle illustre) sous le titre The Story of Vania.

## Théâtre à Broadway (intégrale)
(pièces, sauf mention contraire)
- 1928 : La Cerisaie (The Cherry Orchard) d'Anton Tchekhov, adaptation de Constance Bennett, mise en scène d'Eva Le Gallienne (costumes masculins)
- 1928-1929 : Macbeth de William Shakespeare
- 1928 : Le Temps de l'innocence (The Age of Innocence) de Margaret Ayer Barnes, d'après le roman éponyme d'Edith Wharton
- 1929-1930 : Berkeley Square de John L. Balderston[1], d'après le roman inachevé Le Sens du passé (The Sense of Past) d'Henry James, mise en scène de Gilbert Miller et Leslie Howard
- 1932 : Hey Nonny Nonny!, revue, auteurs divers, chorégraphie de Dave Gould
- 1933 : Run, Little Chillun de (et musique de scène par) Hall Johnson
- 1935 : Mansion on the Hudson, monologue de (produit et mis en scène par) Cornelia Otis Skinner
- 1936 : The Golden Journey d'Edwin Gilbert
- 1937 : Babes in Arms, comédie musicale[2], musique de Richard Rodgers, lyrics de Lorenz Hart, livret de Richard Rodgers et Lorenz Hart, mise en scène de Robert B. Sinclair, chorégraphie de George Balanchine
- 1937 : Brown Sugar de Bernie Angus, production et mise en scène de George Abbott
- 1937-1938 : Edna His Wife, monologue de (produit et mis en scène par) Cornelia Otis Skinner
- 1938 : Shadow and Substance de Paul Vincent Carroll, mise en scène de Peter Godfrey
- 1938 : Our Town de Thornton Wilder[3]
- 1938 : How to Get Tough About It de Robert Ardrey
- 1938 : Escape This Night de Robert Steiner et Harry Horner, mise en scène de Robert Steiner, décors d'Harry Horner
- 1938 : Madame Capet (titre français et anglais) de Marcelle Maurette, adaptation de George Middleton
- 1939 : Primrose Path (The Primrose Path) de Robert Buckner et Walter Hart[4], production et mise en scène de George Abbott
- 1940 : Two on An Island de (et mise en scène par) Elmer Rice, musique de scène de Kurt Weill, décors et lumières de Jo Mielziner
- 1940 : Ladies in Retirement de Reginald Denham et Edward Percy[5]
- 1940-1941 : The Flying Gerardos de Kenyon Nicholson et Charles Robinson
- 1941 : Five Alarm Waltz de Lucile S. Prumbs, décors d'Harry Horner
- 1941 : The Distant City d'Edwin B. Self
- 1941-1942 : Watch on the Rhine de Lillian Hellman, mise en scène d'Herman Shumlin[6], musique de scène de Paul Bowles, décors de Jo Mielziner
- 1941-1944 : Angel Street de Patrick Hamilton[7] (costumes pour Judith Evelyn)
- 1942-1943 : Les Trois Sœurs (The Three Sisters) d'Anton Tchekhov, adaptation d'Alexandre Koirensky et Guthrie McClintic, production de Katharine Cornell (costumes féminins)
- 1947 : Portrait in Black d'Ivan Goff et Ben Roberts[8]
- 1947 : How I Wonder de Donald Ogden Stewart
- 1947 : Duet for Two Hands de Mary Hayley Bell
- 1948 : The Men We Marry d'Elizabeth Cobb et Herschel Williams
- 1948 : Hedda Gabler d'Henrik Ibsen, adaptation d'Eva Le Gallienne
- 1952 : Paris '90, monologue de (et mis en scène par) Cornelia Otis Skinner
- 1952-1953 : The Time of the Cuckoo d'Arthur Laurents
- 1954-1955 : Anastasia de Marcelle Maurette[9], adaptation de Guy Bolton, mise en scène d'Alan Schneider (costumes pour Anna « Anastasia » et l'impératrice douairière)
- 1955 : The Skin of Out Teeth de Thornton Wilder, mise en scène d'Alan Schneider
- 1955 : Les Pavés du ciel (The Heavenly Twins) d'Albert Husson, mise en scène de Cyril Ritchard
- 1955-1956 : Vu du pont (A View from the Bridge) et Je me souviens de deux lundis (A Memory of Two Mondays) d'Arthur Miller, mise en scène de Martin Ritt
- 1955-1957 : Le Journal d'Anne Frank (The Diary of Anne Frank) de Frances Goodrich et Albert Hackett[10], d'après Le Journal d'Anne Frank, mise en scène de Garson Kanin
- 1956-1962 : My Fair Lady, comédie musicale[11], musique de Frederick Loewe, lyrics et livret d'Alan Jay Lerner, d'après Pygmalion de George Bernard Shaw, mise en scène de Moss Hart, chorégraphie d'Hanya Holm, décors d'Oliver Smith (costumes en collaboration avec Cecil Beaton)
- 1957 : Holiday for Lovers de Ronald Alexander
- 1957 : Monique de Dorothy et Michael Blankfort, d'après le roman Celle qui n'était plus de Boileau-Narcejac
- 1957-1958 : Romanoff et Juliette (Romanoff and Juliet) de Peter Ustinov[12], mise en scène de George S. Kaufman, musique de scène d'Harold Rome
- 1958 : Maria Golovin, opéra, musique, lyrics et livret de Gian Carlo Menotti
- 1958-1959 : Epitath for George Dillon de John Osborne et Anthony Creighton
- 1960 : A Lovely Light, monologue de Dorothy Stickney, d'après les écrits d'Edna St. Vincent Millay, mise en scène d'Howard Lindsay
- 1960 : Semi-Detached de Patricia Joudry, mise en scène de Charles S. Dubin
- 1961 : Daughter of Silence de Morris L. West, mise en scène de Vincent J. Donehue, décors d'Oliver Smith (costumes en collaboration avec Oliver Smith)
- 1961-1962 : Prendre le large (Sail Away), comédie musicale, musique, lyrics, livret et mise en scène de Noël Coward, décors d'Oliver Smith (costumes en collaboration avec Oliver Smith)
- 1963 : Love and Kisses d'Anita Rowe Block, mise en scène de Dore Schary

## Distinctions
- 1956 : Trois nominations au Tony Award des meilleurs costumes :
  - Pour Vu du pont et Je me souviens de deux lundis ;
  - Pour Le Journal d'Anne Frank ;
  - Et pour Les Pavés du ciel.